# Наташа Стотт Деспожа
Наташа Стотт Деспожа (народилася 9 вересня 1969 року в Аделаїді, Південна Австралія, Австралія) — австралійська політична діячка, яка у 1996 році стала наймолодшою жінкою, обраною у федеральний сенат того часу. На рік раніше вона була призначена на посаду, і працювала там до свого виходу на пенсію у 2008 році.
Стотт Деспжа навчалася в школі Канберра Бойз Граммар (вона брала участь в невдалому спільноосвітньому експерименті) та закінчила Університет Аделаїди (1991 рік) отримавши ступінь бакалавра в політиці та історії. Її мати, колишня літературна редакторка, була незмінним прикладом для Стотт Деспожі і допомогла їй зрозуміти численні проблеми, з якими стикалися одинокі матері в австралійському суспільстві.
У листопаді 1995 року Стотт Деспожа увійшла в Парламент, представляючи Південну Австралію членом Австралійських демократів. Тоді її вибрали, щоб заповнити вакансію, але вона виграла вибори 2 березня 1996 року. ЇЇ обов'язки включали керівництво справами зайнятості та навчання, вищої освіти, справами молоді, імміграції та багатокультурної праці, науки та технологій. Це непросте завдання відображало радше маленький розмір партії, аніж її досвід, який обмежувався роботою продавця, президента студентської асоціації та дослідника лідерів Австралійської демократичної партії.
Стотт Деспожа ставила за мету змінити не тільки середній вік в парламенті, який коливався близько 50 років на момент коли вона стала сенатором, але і його гендерний склад. Вона прагнула підтримати більше молодих людей у політиці. Після її призначення стрімко зросла кількість членів партії віком від 18 до 24 років. "Ми хочемо нового покоління демократів та політиків-демократів", — сказала вона, але вона також була готова до труднощів у переконанні молодих та розчарованих людей взяти участь в політичному процесі. У 1997 році її обрали заступницею лідера Австралійських демократів, а у квітні 2001 року вона стала головою партії. У 32 роки вона стала наймолодшою особою, яка очолювала австралійську політичну партію. Вона пішла з посади лідера в серпні 2002 року. Стотт Деспожа була членом кількох парламентських комітетів та зберігала своє місце в Парламенті до відходу у 2008 році.
З 2012 по 2016 роки Стотт Деспожа працювала як посол Австралії з питань жінок та дівчат. Протягом цього часу вона також очолила Our Watch - організацію, яка бореться з насильством проти жінок та дітей. У 2019 році вона опублікувала книгу "Про насильство".